# Ильменский заповедник
Ильме́нский государственный запове́дник — государственный заповедник, структурно входит в состав Южно-Уральского научного центра Уральского отделения РАН.
Находится в центральной части Челябинской области около города Миасс. 14 мая 1920 года по декрету В.И. Ленина Ильменские горы были объявлены минералогическим заповедником, одним из первых заповедников, созданных в России, сейчас он по своей площади занимает тридцать четвёртое место среди заповедников страны. Это природоохранное, научно-исследовательское государственное учреждение со статусом института в составе Уральского отделения Российской Академии наук. Целью деятельности заповедника является сохранение в естественном состоянии природного комплекса, выполнение фундаментальных научных исследований геолого-минералогического, эколого-биологического профиля, экологическое и естественно-научное просвещение населения. Коллектив учёных и сотрудников заповедника ведёт активную просветительскую работу по популяризации науки а также  пропаганде бережного отношения к природе и защиты окружающей среды.

## Геология
Ильменогорский комплекс расположен в южной части Сысертско-Ильменогорского антиклинория Восточно-Уральского поднятия, имеет складчато-блоковое строение и сложен различными по составу магматическими и метаморфическими породами. Наибольший интерес представляют здесь многочисленные уникальные пегматитовые жилы, в которых встречаются топаз, аквамарин, фенакит, циркон, сапфир, турмалин, амазонит, различные редкометальные минералы. Здесь впервые в мире были открыты 16 минералов — ильменит, ильменорутил, калийсаданагаит (калийферрисаданагаит), канкринит, макарочкинит, монацит-(Ce), поляковит-(Ce), самарскит-(Y), свяжинит, ушковит, фергусонит-бета-(Се), фторомагнезиоарфведсонит, фторорихтерит, хиолит, чевкинит-(Ce), эшинит-(Ce).

## География
Рельеф западной части низкогорный. Средние высоты хребтов (Ильменского и Ишкульского) 400—450 м над уровнем моря, максимальная отметка — 747 м. Восточные предгорья образованы невысокими возвышенностями. Более 85 % площади занято лесами, около 6 % — лугами и степями. Вершины гор покрыты лиственнично-сосновыми лесами. На юге преобладают сосновые леса, на севере — сосново-берёзовые и берёзовые. На западных склонах Ильменских гор расположен массив старого соснового леса. Встречаются участки лиственничников, каменистых, злаково-разнотравных и кустарниковых степей, моховые болота с клюквой и багульником. Во флоре отмечено более 1200 видов растений, много эндемичных, реликтовых и редких видов. Обитают горностай, лесной хорёк, колонок, волк, рысь, белка-летяга, зайцы — беляк и русак, заходит бурый медведь. Лось и косуля немногочисленны. Акклиматизированы пятнистый олень и бобр. Из птиц обычны тетеревиные — глухарь, тетерев-косач, рябчик, серая куропатка. В заповеднике гнездятся лебедь-кликун и серый журавль, отмечены редкие птицы — орлан-белохвост, могильник, сапсан, скопа, балобан, стрепет.

## История
В 1824 году немецкий минералог И. Н. Менге посетил Ильменские горы и составил их первое описание. В 1825 году он сказал: «Кажется, что минералы всего света собраны в одном удивительном хребте сём и много ещё предстоит в этом открытии».
С 1930 года существует минералогический музей, основанный Александром Евгеньевичем Ферсманом, в котором представлено более 200 различных минералов, обнаруженных в Ильменском хребте, в том числе топазы, корунды, амазониты и другие.
Указом Президиума Верховного Совета СССР от 16 мая 1940 года заповеднику было присвоено имя В. И. Ленина.

## Заповедник в цифрах
- Площадь заповедника — 303,8 км².
- Длина Ильменского хребта с севера на юг — 41 км.
- Гидрологическая сеть Заповедника составляет 9 % от территории.
- В заповеднике 30 озёр.
- Самое глубокое озеро — Большой Кисегач, глубиной 34 метра.
- Самая длинная речка — Большая Черемшанка — 9,8 км.

### Минералы, горные породы
- Минералов — 268 видов.
- Впервые в мире открыты в Ильменах— 16 минералов.

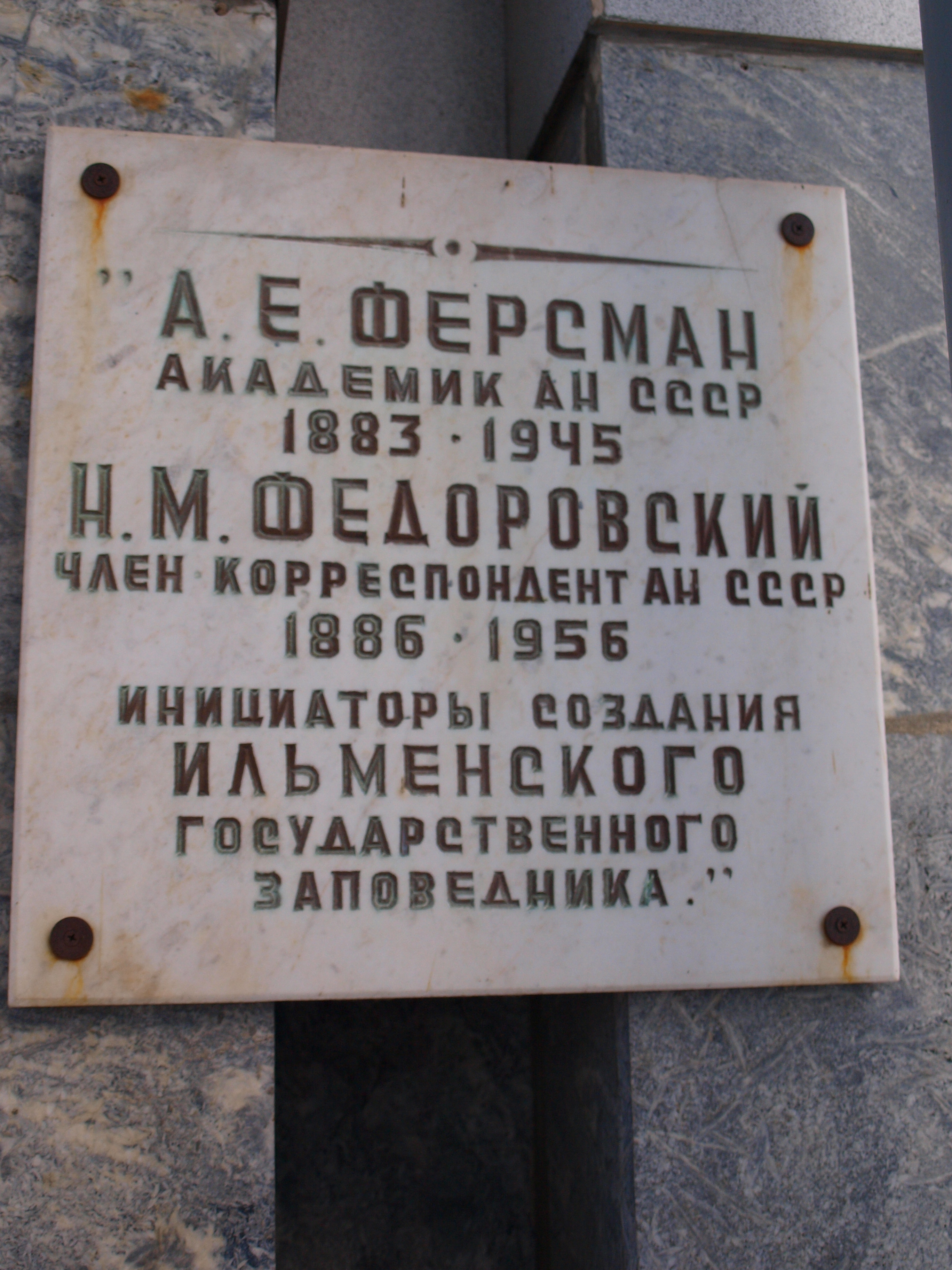
Ильменский заповедник. Мраморная доска с информацией

- Горные породы — свыше 70.
- Копи — свыше 400.

### Растительность
- Леса занимают 86 % площади заповедника. Около 55 % лесов образует сосна обыкновенная, 40 % — берëза повислая.
- Высших растений — 955 видов, из них 50 реликтов и свыше 20 эндемиков.
- В заповеднике 138 видов мхов, 173 вида грибов, 479 видов водорослей.

### Животный мир
- Млекопитающих — 57 видов.
- Птиц — 173 вида, из которых 125 видов гнездятся на территории заповедника.
- Амфибий — 5 видов.
- Рептилий — 6 видов.
- Рыб — 18 видов.

Общий объём фауны беспозвоночных — 10—12 тыс. видов (экспертная оценка), из них на сегодня известно:
1. насекомых — 3200 видов;
2. паукообразных — 228 видов;
3. моллюсков — 72 вида[5].

### Археология
- Стоянок древнего человека — 50.

## Филиалы
В 1991 году организован филиал — историко-ландшафтный археологический памятник «Аркаим» площадью 3,8 тыс. га. Расположен в степных предгорьях Восточного Урала, в Караганской долине. Здесь сохраняются более 50 археологических памятников: мезолитические и неолитические стоянки, могильники, поселения бронзового века, другие исторические объекты. Особое значение имеет укреплённое поселение Аркаим XVII—XVI вв. до н. э.
С 1983 года другим филиалом является Игнатьевская пещера.